# Palazzo Longoria
Il palazzo Longoria è un edificio in Art Nouveau spagnolo degli inizi del XX secolo, costruito nel centro di Madrid alla confluenza di calle de Fernando VI e calle de Pelayo. Attualmente è la sede della SGAE (Sociedad General de Autores y Editores).

## Storia
Fu progettato dall'architetto José Grases Riera che dal 1902 al 1904 realizzò questo palazzo con libertà assoluta realizzandolo secondo la corrente architettonica dell'Art Nouveau. Venne costruito su commessa del finanziere Javier González Longoria. Tra gli elementi più singolari si annoverano lo scalone circolare, sormontato da una cupula, la cui vetrata è opera di Casa Maumejean, e i due balconi del cortile, che poggiano su colonne a forma di palma.

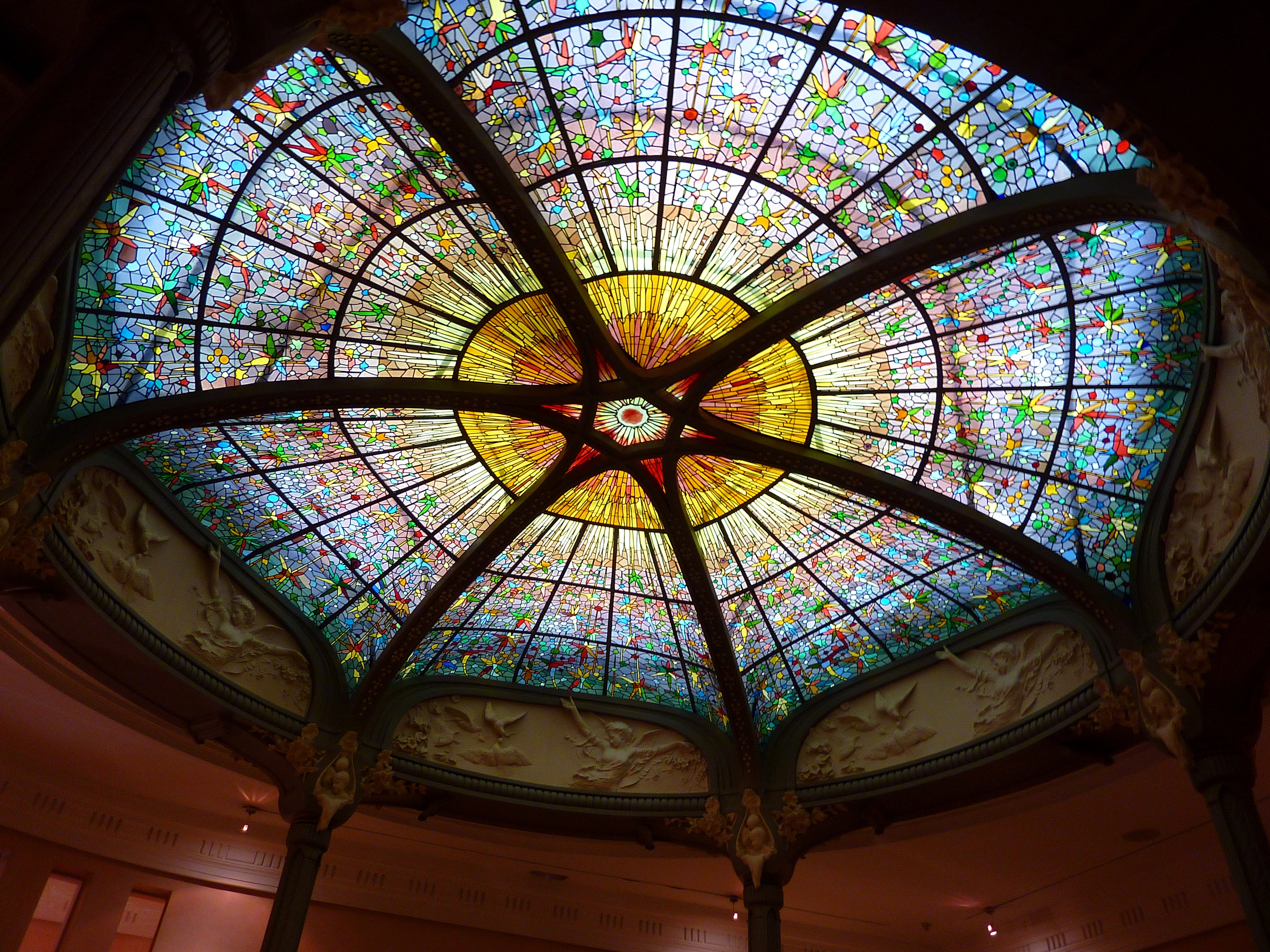
Cupola del palazzo realizzata da Casa Maumejean.

Nel 1912 l'edificio fu acquistato dalla Compañía Dental Españolaa per 500.000 pesetas, come residenza per il suo presidente. L'architetto Francisco Garcia Nava realizzò le modifiche necessarie per ospitare sia gli uffici aziendali che la residenza del suo presidente. Nel 1946, gli eredi vendettero l'immobile a Construcciones Civiles, che procedette ad una ristrutturazione interna del palazzo. Quattro anni più tardi venne acquistato dalla Sociedad General de Autores y Editores (SGAE) per poco meno di cinque milioni di pesetas.
Nel corso degli anni ha subito due importanti ristrutturazioni: quella dell'architetto Francisco Garcia Nava e, nel 1950, quella dell'architetto Carlos Arniches Molto, su commissione della SGAE. Altra completa ristrutturazione degli interni e un restauro della facciata - molto danneggiata in quel momento - venne realizzata nel 1992, dall'architetto Santiago Fajardo e dalla sua collaboratrice Ángeles Hernández-Rubio Muñoyerro.
Nel 2009 venne annunciato che la SGAE avrebbe spostato la sua sede al Palazzo dell'Infante Don Luis a Boadilla del Monte; questo spostamento non ebbe luogo perché una sentenza del tribunale annullò il trasferimento per una durata di settantacinque anni su richiesta del Consiglio Comunale della città, per minare il progetto della SGAE, dichiarando al contempo lo stesso Bene di interesse culturale.